# 후루지마역
후루지마역(일본어: 古島駅 후루지마에키[*])는 일본 오키나와현 나하시에 있는 모노레일 철도역이다.

## 역사
- 2003년 8월 10일 : 개업.

## 역 구조
상대식 승강장 2면 2선의 고가역이다. 국도 제330호선 위에 있다. 에스컬레이터와 엘리베이터가 설치되어 있다.

### 승강장
| 번호 | 노선                        | 행선                |
| ---- | --------------------------- | ------------------- |
| 1    | ■ 오키나와 도시 모노레일 선 | 데다코우라니시 방면 |
| 2    | ■ 오키나와 도시 모노레일 선 | 나하공항 방면       |

## 주변 시설
교통 광장(역전 로터리, 서쪽 출구에서 엘리베이터로 가는 1층 방향)
- 택시 승강장
- 주차장(무료)

공공 기관・공공 시설
- 나하 시청 신도심 메카루 청사 - 도보 약 10분
- 나하 시 IT 창조관 - 도보 약 10분

교육 기관
- 나하 시립 메카루 초등학교 - 도보 약 10분
- 학교 법인 고난가쿠인 고난 중・고등학교 - 도보 약 5분

점포
- 아크로스 플라자 후루지마 역전(리우자 드러그 일레븐 외) - 도보 바로
- 퍼니처 MAX-Plus 오카와 가구 - 도보 약 1분

우체국
- 우라소에우치마 우체국

기타 시설
- 마리엘 오크 파인(결혼식장) - 도보 약 2분
- 이즈모 타이샤 오키나와 분사 - 도보 약 4분

도로
- 국도 제330호선
- 오키나와 지방 도로 82호 나하이토만 선(환상 2호선)

## 인접 정차역
| 오키나와 도시 모노레일 선 | 오키나와 도시 모노레일 선 | 오키나와 도시 모노레일 선      |
| ------------------------- | ------------------------- | ------------------------------ |
| 오모로마치 나하공항 방면  | 일반 열차                 | 시립병원앞 데다코우라니시 방면 |